# برودواي (مسرح)

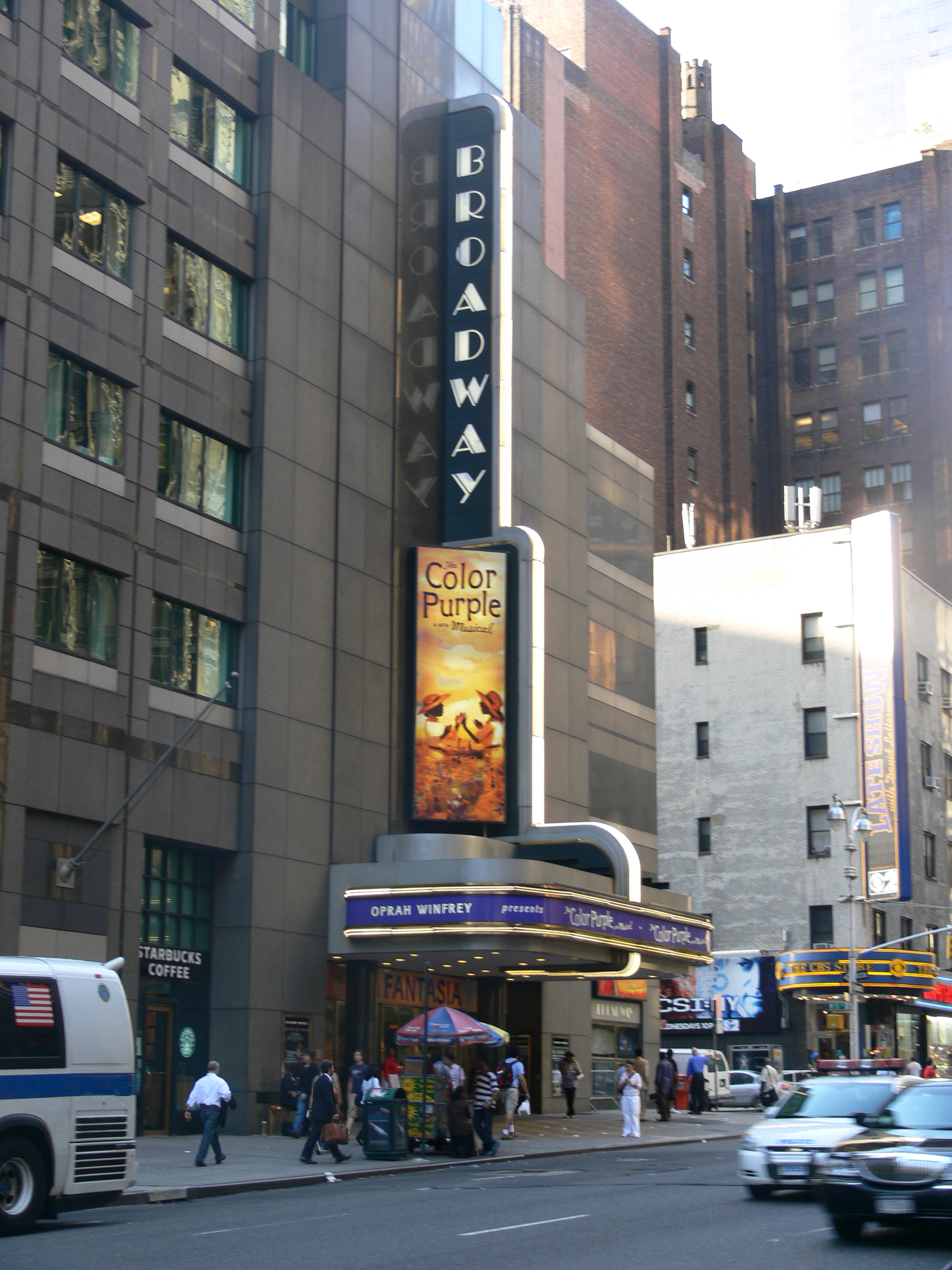
مدخل مسرح برودواي

مسرح برودواي يعتبر من أكثر المسارح احترافا في الولايات المتحدة، وهو مسرح لأداء وتقديم مسرحيات ومنها الموسيقية. ومسرح برودواي يقع في مدينة نيويورك ويحوي 500 مقعد أو أكثر.